# El Balear (1833)
El Balear era un buque propulsado a vapor, construido en 1833 en los astilleros de la firma Seddon & Lodley de Liverpool (Gran Bretaña) y que fue el primer buque que sin usar la fuerza del viento o de los brazos, realizó por primera vez el 19 de enero de 1834 la travesía entre Barcelona y Palma de Mallorca.

## Historia
El Balear era propiedad de la empresa catalana Vilardaga, Julia i Reynals. Juan Reynals viendo las ventajas de los buques de vapor franceses que navegaban al cabotaje por costas españolas, decidió solicitar la importación de uno de estos buques, para lo que invirtió la cantidad de 3.000 reales con la idea de explotar una línea regular entre Barcelona y Palma de Mallorca.
En aquella época, un velero tardaba en hacer la travesía Barcelona-Palma hasta 20 días en invierno, mientras que un vapor podía hacerla en no más de veinte horas.
El nuevo buque, arribó a Barcelona a finales de 1833 y se convirtió en el primer a vapor con matrícula de Barcelona.
Su primera ruta cubría la línea Barcelona-Palma de Mallorca-Mahón, y al cabo de unas semanas se le asignó una nueva ruta entre el sur de Francia y Cádiz.
Como casi todas las empresas pioneras, la iniciativa fue un fracaso. En el balance de su primer año tuvo unas pérdidas de 7.531 pesetas. y su actividad sólo se mantuvo durante dos años.

## Características
Tenía una eslora de 40 metros por 6,2 m de manga y 3 de puntal. El casco era de madera forrada con planchas de cobre. Su propulsión era mediante aparejo de goleta y unas ruedas de palas. Podía transportar un máximo de 40 personas.